# ألان ويلزي
ألان ويلزي (بالإنجليزية: Allan Welsh)‏ (18 فبراير 1994 في أستراليا - ) هو لاعب كرة قدم أسترالي في مركز الدفاع. لعب مع أدلايد كاميتز وكرويدون كينغز ونيوكاسل يونايتد جتس.

## وصلات خارجية
- ألان ويلزي على موقع قاعدة بيانات كرة القدم.إي يو (الإنجليزية)
- ألان ويلزي على موقع Soccerway.com (الإنجليزية)
- ألان ويلزي على موقع عالم كرة القدم.نت (الإنجليزية)